# Российский фонд помощи
Русфонд (Российский фонд помощи) — российский фандрайзинговый благотворительный фонд. Декларирует своей целью сбор пожертвования на оплату лечения больных детей.

## Общие сведения
Русфонд создан в 1996 году с целью оказания помощи авторам отчаянных писем в газету «Коммерсантъ». Учредителями выступили издательский дом «Коммерсантъ» и руководитель Русфонда, журналист Лев Сергеевич Амбиндер.
В первые годы деятельности фонда поддержку получили сотни многодетных и приемных семей, взрослые инвалиды, а также детдома, школы-интернаты и больницы России. Фонд выступил организатором акций помощи в дни национальных катастроф: помощь была оказана 53 семьям погибших горняков шахты «Зыряновская» (Кузбасс), 57 семьям сгоревших самарских милиционеров, 153 семьям пострадавших от взрывов в Москве и Волгодонске, 118 семьям моряков АПЛ «Курск», 52 семьям погибших заложников «Норд-Оста», 39 семьям погибших 6 февраля 2004 года в московском метро, 100 семьям пострадавших в Беслане.
С 2005 года основное направление деятельности Русфонда — сбор пожертвований от частных лиц и организаций для оплаты лечения тяжелобольных детей.
Основным механизмом привлечения пожертвований на реализацию уставных и программных целей Русфонда является журналистский фандрайзинг — сбор средств в интересах больных детей среди читателей федеральной и региональной печатной и интернет-прессы и телезрителей «Первого канала» и ряда региональных телеканалов. Просьбы нуждающихся регулярно публикуются на страницах газеты «Коммерсантъ» и на сайте фонда. Помимо просьб о помощи и отчётов о расходовании пожертвований на полосе Русфонда публикуются актуальные заметки на тему взаимодействия государства, бизнеса и благотворительности. Авторы заметок — руководитель фонда, журналист Лев Амбиндер, специальные корреспонденты Русфонда — журналисты Валерий Панюшкин и Виктор Костюковский.
Русфонд — лауреат национальной премии «Серебряный Лучник» за 2000 год. Награждён памятным знаком «Милосердие» № 1 Министерства труда и социального развития за заслуги в развитии российской благотворительности.
10 июля 2017 года Президент Российской Федерации Владимир Путин объявил благодарность коллективу Русфонда за большой вклад в благотворительную деятельность (Распоряжение Президента Российской Федерации №249-рп «О поощрении»). В сентябре 2017 года Русфонд вошел в реестр некоммерческих организаций – исполнителей общественно полезных услуг.
В Минюсте РФ Российский фонд помощи зарегистрирован как юридическое лицо — Благотворительный фонд «Русфонд».

## Партнёры
Партнёрами Русфонда выступают российские и зарубежные медицинские центры (более 30 клиник), а также СМИ и крупные корпоративные доноры. Русфонд является партнером благотворительной программы «Мили милосердия» компании «Аэрофлот».

## Программы
Адресную помощь детям фонд оказывает в рамках комплексных программ:
- онкология;
- врожденные пороки сердца;
- сколиозы;
- ортопедия;
- детский церебральный паралич;
- эпилепсия;
- челюстно-лицевые пороки;
- пороки периферической нервной системы;
- патология опорно-двигательного аппарата;
- послеожоговая пластика;
- диабет;
- несовершенный остеогенез и другие диагнозы.

Одна из программ фонда — проект «Навстречу жизни» на базе Ярославской больницы имени Н. В. Соловьёва. В рамках проекта врачи больницы проводят бесплатное квалифицированное лечение врождённых патологий и пороков. В том числе получить помощь могут дети с диагнозом косолапость. Для лечения данной патологии используется метод Понсети.
Основные принципы деятельности Русфонда — адресность помощи, системность и комплексный подход в организации фандрайзинга, отчетность и прозрачность, постоянный диалог с партнерами и благотворителями.